# Nuno Gomes
Nuno Miguel Soares Pereira Ribeiro známý jako Nuno Gomes (* 5. červenec 1976, Amarante, Portugalsko) je bývalý portugalský fotbalový útočník a reprezentant. V dětství získal přezdívku Gomes, po Fernandovi Gomesovi, který získal Zlatou kopačku nejlepšího evropského ligového střelce v letech 1983 a 1985. Většinu své kariéry odehrál za Benficu, krátce působil v italské první lize Serie A a v Anglii.

## Úspěchy

### Klubové
Boavista
- 1× vítěz portugalského poháru (1996/97)

Fiorentina
- 1× vítěz italského poháru (2000/01)

SL Benfica
- 1× vítěz portugalského poháru (2003/04)
- 2× vítěz portugalské ligy (2004/05, 2009/10)
- 1× vítěz portugalského superpoháru (2005)
- 3× vítěz portugalského ligového poháru (2008/09, 2009/10, 2010/11)

### Reprezentační
- bronz z MS U20 (1995)
- zlato z ME U18 (1994)
- bronz z ME (2000)
- stříbro z ME (2004)